# Màlik Kutb al-Din Muhàmmad
Màlik Kutb al-Din Muhàmmad fou un malik (rei) xansabànida dels gúrides, famós com a fundador de la ciutat de Firuzkuh, que no va acabar. Sayf al-Din Suri va assolir el poder territorial i familiar el 1146 i poc després va repartir el país entre els seus germans. A Kutb al Din Muhammad li va correspondre la regió de Warshad (o Warshada) o Warshar. Kutb al-Din aspirava al poder al Ghur i va agafar el títol de Malik al-Djibal (Rei de la Muntanya; el títol malik apareix per primer cop entre els gúrides). Va iniciar la construcció de la ciutat-fortalesa de Firuzkuh per servir de capital al districte de Warshada. Es va enfrontar als seus germans, havent de fugir a la cort Gazni (1149). El sultà gaznèvida Bahram Shah el va fer empresonar i tot seguit el va enverinar (1049).